# Katedra archeologie Filozofické fakulty Univerzity Hradec Králové

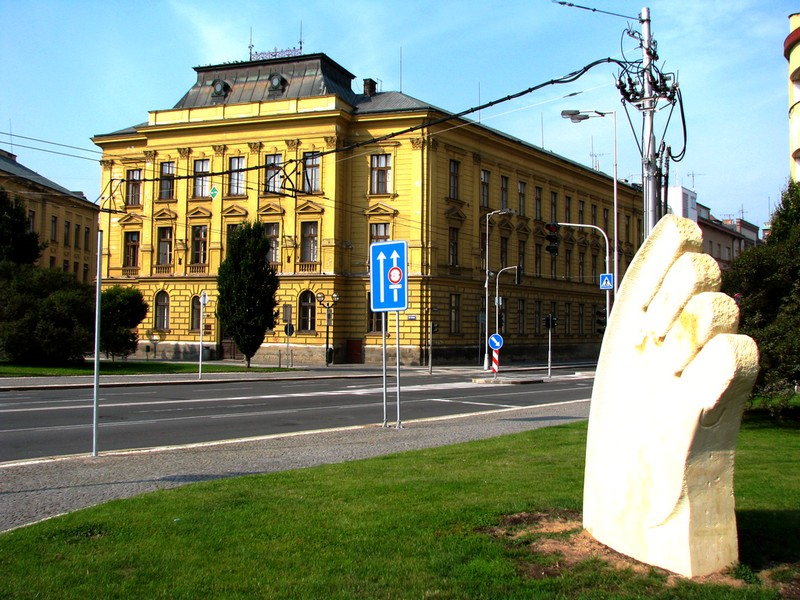
Budova Filozofické fakulty Univerzity Hradec Králové, ve které katedra archeologie sídlí

Katedra archeologie Filozofické fakulty Univerzity Hradec Králové (zkratka KARCH) je jednou z pěti kateder Filozofické fakulty Univerzity Hradec Králové.

## Historie
V roce 1993 nastoupil na Vysokou školu pedagogickou v Hradci Králové Radomír Tichý jako odborný asistent pro dějiny pravěku a starověku. O rok později založil První vysokoškolské centrum experimentální archeologie a Společnost experimentální archeologie. V roce 1996 začal Tichý se studenty dějepisu budovat Centrum experimentální archeologie Všestary. Od roku 2003 založil a vedl Archeologické centrum Pedagogické fakulty Univerzity Hradec Králové, které později realizovalo několik záchranných výzkumů.
Se vznikem Filozofické fakulty Univerzity Hradec Králové byla založena Katedra praktické a experimentální archeologie. Roku 2009 byla katedra přejmenována na svůj současný název. V roce 2020 byl vedoucí katedry Milan Thér oceněn rektorem Univerzity Hradec Králové za bádání v rámci experimentální archeologie.

## Činnost
Katedra zajišťuje bakalářské, navazující magisterské i doktorské studium archeologie. Pracovníci i studenti se podílí na archeologických výzkumech.